# 布拉希爾 (密蘇里州)
布拉希爾（英語：Brashear）是位於美國密蘇里州亞代爾縣的城市。

## 人口
根據2020年美國人口普查的數據，布拉希爾的面積為0.91平方千米，皆為陸地。當地共有人口235人，而人口密度為每平方千米258人。